# Enneapogon caerulescens
Enneapogon caerulescens là một loài thực vật có hoa trong họ Hòa thảo. Loài này được (Gaudich.) N.T.Burb. mô tả khoa học đầu tiên năm 1941.